# Iwan Bogdanowitsch Auerbach

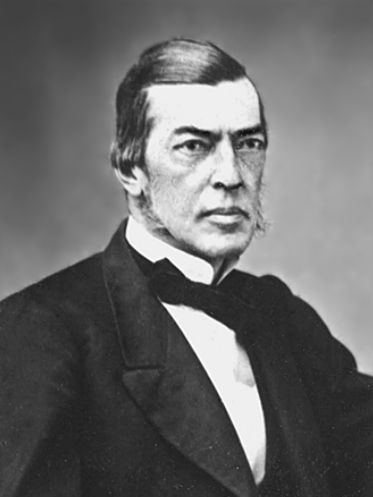
Iwan Auerbach

Iwan Bogdanowitsch Auerbach (russisch Иван Богданович Ауэрбах, auch Johann Alexander Auerbach, * 31. Augustjul. / 12. September 1815greg. in Moskau; † 6. Novemberjul. / 18. November 1867greg. ebenda) war ein deutschstämmiger russischer Geologe und Mineraloge.

## Leben
Auerbach wurde in einer evangelisch-lutherischen Familie geboren, sein Vater war Apotheker. Er studierte an der Moskauer Medizinisch-Chirurgischen Akademie und arbeitete nach Abschluss des Studiums zunächst als Apotheker. Anschließend ging er nach Deutschland und studierte an der Friedrich-Wilhelms-Universität in Berlin Mineralogie bei Christian Samuel Weiss und Heinrich Rose und Chemie bei Carl Rammelsberg. Außerdem reiste er in die Schweiz, nach Italien und Frankreich. Nach seiner Promotion kehrte er nach Russland zurück.
Sein wissenschaftliches Hauptanliegen war die geologische Erforschung der Umgebung von Moskau (Gouvernement Moskau), wo er unter anderem bei der Stadt Klin einen Quarzsandstein mit fossilen Pflanzenresten entdeckte (Klin-Sandstein). Außerdem unternahm er größere Forschungsreisen in den Ural, nach Finnland und 1854 im Auftrag der Russischen Geographischen Gesellschaft in das Steppengebiet des Bogdo-Gebirges im Südwesten Russlands, wo er speziell die Sedimente des Trias und die Schwefelablagerungen am Berg Bogdo untersuchte sowie paläontologische, zoologische und botanische Sammlungen anlegte.
1851 wurde er Sekretär der Moskauer Gesellschaft der Naturforscher. Er war Kurator der mineralogischen Sammlungen der Moskauer Universität und des Rumjanzew-Museums. Nach Gründung der Petrowski-Land- und Forstwirtschaftsakademie Ende 1865 wurde er dort Professor für Mineralogie und Geologie. Er publizierte zahlreiche wissenschaftliche Aufsätze, einer seiner Koautoren war Hermann Trautschold. 1864 erhielt er den Sankt-Stanislaus-Orden III. Klasse.
Sein Grab befindet sich auf dem Wwedenskoje-Friedhof in Moskau.